# جويس هيسر
جويس هيسر (بالإنجليزية: Joyce Hyser)‏ هي ممثلة أمريكية ولدت في يوم 20 ديسمبر 1957 في مدينة نيويورك في الولايات المتحدة، مثلت في عدة أفلام ومسلسلات.

## روابط خارجية
- جويس هيسر على موقع IMDb (الإنجليزية)
- جويس هيسر على موقع ألو سيني (الفرنسية)
- جويس هيسر على موقع أول موفي (الإنجليزية)
- جويس هيسر على موقع قاعدة بيانات الأفلام السويدية (السويدية)
- جويس هيسر على موقع قاعدة بيانات الفيلم (الإنجليزية)
- جويس هيسر على موقع كينوبويسك (الروسية)